# Edward Canales
Edward Canales – australijski judoka.
Brązowy medalista mistrzostw Oceanii w 1983. Wicemistrz Australii w 1982 roku.